# Macintosh Plus
Macintosh Plus（マッキントッシュ プラス）は、Macintosh 128K、Macintosh 512Kに続きAppleのパーソナルコンピュータMacintoshの3番目のモデルである。1986年1月16日、アメリカ合衆国にて2599ドルで発売された。過去2モデルはRAMのみの増設ができなかったが、SIMMによって4MBまで拡張することが可能になった。初期モデルは過去モデルと同様のベージュ色だったが、1987年にプラチナカラーに変更された。System 7を動かすことができる最古のモデルでもある。

## 概要

### 外部インターフェース
SCSIポートを備えた最初のMacintoshである。これによりサードパーティー製の外付けハードディスクドライブ、CD-ROMドライブなどが利用できるようになった。その後長い間SCSIポートはiMacにて廃されるまでMacintoshの標準増設インターフェースとして用いられ続けた。但しPlusではSCSIの業界標準仕様が定められる前に設計されたものであり、仕様に100%準拠しているわけではない。SCSIポートのスペース確保のために、本体背面のシリアルポート（モデム／プリンタ）がD-SUBからミニDINコネクタに変更されている。
キーボードやマウスは旧機種と共通のインターフェースを備えていた。本機の標準キーボードよりカーソルキーとテンキーが備え付けられた。ADBが導入されるのは後継機種のMacintosh SEからである。
シリアルポート経由にて800KBタイプの外付けフロッピーディスクドライブや、旧機種向けに作られたハードディスクドライブを接続することもできた。

### 内蔵デバイス
本体内蔵フロッピーディスクドライブは3.5インチ両面800KBのタイプが採用された。後方互換性も確保されており、旧機種にて用いられていた400KBのフロッピーディスクの読み書きもサポートされた。
ディスプレイは旧機種と同様、9インチ、72ppi、512×342ピクセルのモノクロCRTが内蔵されていた。外付けディスプレイには対応していない。

### RAM
旧機種においてはメインRAM（DRAM）がロジックボードに直付けされていて増設は困難だったが、本機においてはSIMMの採用により増設することができた。30ピンSIMMは最大16MBをサポートすることができるが、本機は22本のアドレスラインしか配線されていなかったため、最大では4MBとなる。

### OS
システムは3.0となった。ロジックボードには旧機種の倍となる128KBのシステムROMが取り付けられ、これによりHFS、SCSIなどの新たな要素がサポートされた。

### その他
Macintosh 512Kと同じように、旧機種からのアップグレードキットも提供されていた。作業はAppleの技術者によって行われた。ロジックボードと本体背面のケース（インターフェース類が異なるため）は交換されるが、前面のパネルはそのまま残すことができた。
旧機種同様、冷却ファンは省かれて、動作不良や故障の原因となっていた。特にRAMを4MBに増設した際には放熱が不十分になりがちで、そのため、サードパーティーより冷却ファンが発売されていて、それを取り付けるユーザーが多かった。ハードディスクや拡張スロットを内蔵したMacintosh SEにてようやく冷却ファンが備え付けられた。

## 日本向け仕様
当時の日本におけるApple社の代理店であったキヤノン販売によって、Macintosh 512KにJIS第1水準相当の3304字のフォントパターンを収録した漢字ROMとしてのデータを含む256KBのROMを搭載した日本専用のローカライズモデルが用意され、「DynaMac」というキヤノン販売独自の愛称（正式なモデル名ではなく、あくまでもセールス用の名称である）で発売されたが、これはOSレベルで日本語をサポートする漢字Talk登場以前の暫定的なモデルだった。
また、Macintoshで日本語を使用したいという要望に応えて、当時のMacintoshの標準英語フォントであった「Chicago」に似せた独自の日本語フォントを搭載し、英語システム上で2バイト文字の扱いを可能にする、「JAM / Sweet JAM」というフロントエンドプロセッサがサードパーティーの手によって開発され、漢字Talk登場後も一部の愛好家に支持されていた。
その後、1MBのRAMを標準で搭載したMacintosh Plusの登場によって、日本で販売されるモデルにはOSとして日本語をサポートする漢字Talkが用意された。また、後期モデルからは標準RAMは2MBとなった。